# Джердж Кіріазі
Джердж Кіріазі (Gjergj Qiriazi; нар. 1868 — пом. 30 грудня 1912 р.)  — албанський видавець і письменник.

## Біографія
Джердж народився в Монастірі (сучасне місто Битола), Османської імперії (нині Північна Македонія), де відвідував місцеву школу. Як і його брат Джерасим, він навчався в Американському коледжі в Самокові, Болгарія. Працював у Британському та іноземному біблійному товаристві та керував першою албанською школою для дівчат у Корчі після смерті свого брата. У 1908 році він був президентом албанського клубу «Башкимі» в Монастірі, а згодом став віце-президентом. У 1908 році він був делегатом з'їзду Монастиру. Кіріазі також працював перекладачем в австро-угорському консульстві в Бітолі. У 1908 році була створена середня школа турецької мови (ідадіє) для хлопчиків, а Кіріазі була призначена вчителем албанської мови. У 1909 р. Уряд молодотурків планував вбити Кіріазі за його участь в албанському національному русі.
Джердж Кіріазі був одним із засновників албанської друкарні Bashkimi i Kombit. Він допоміг своєму братові Геджрасиму видати два томи літератури, а саме Hristomathi a udhëheqës për ç'do shtëpi shqiptari (Монастир, 1902), а також співавтор з ним збірки релігійних віршів Kënkë të shenjtëruara (Monastir, 1906).
Кіріазі також переклав «Прогрес паломника» Джона Буняна як «Удхєтарі» [Архівовано 4 березня 2016 у Wayback Machine.], надрукований у 1927 р. видавцями Дхорі Коті.